# Новодоронінськ
Новодоро́нінськ (рос. Новодоронинск) — село у складі Каримського району Забайкальського краю, Росія. Адміністративний центр та єдиний населений пункт Новодоронінського сільського поселення.

## Населення
Населення — 451 особа (2010; 489 у 2002).
Національний склад (станом на 2002 рік):
- росіяни — 91 %